# فاليريو ماستندريا
فاليريو ماستندريا (بالإيطالية: Valerio Mastandrea)‏ هو كاتب سيناريو وممثل إيطالي، ولد في 14 فبراير 1972 بروما في إيطاليا. من الجوائز التي نالها جائزة ديفيد دي دوناتيلو لأفضل ممثل ‏ سنة 2010 وجائزة ديفيد دي دوناتيلو لأفضل ممثل ‏ سنة 2013 وجائزة ديفيد دي دوناتيلو عن فئة أفضل ممثل ثانوي ‏ سنة 2013.

## أعمال

### أفلام
- (2009) تسعة[9]
- (2014) وجه ملاك[10]

## جوائز وترشيحات
جوائز
- جائزة ديفيد دي دوناتيلو لأفضل ممثل [الإنجليزية]‏ (2010)
- جائزة ديفيد دي دوناتيلو لأفضل ممثل [الإنجليزية]‏ (2013)
- جائزة ديفيد دي دوناتيلو عن فئة أفضل ممثل ثانوي [الإنجليزية]‏ (2013)

ترشيحات
- جائزة ديفيد دي دوناتيلو لأفضل ممثل [الإنجليزية]‏ (2009)
- جائزة ديفيد دي دوناتيلو لأفضل ممثل [الإنجليزية]‏ (2012)
- جائزة ديفيد دي دوناتيلو عن فئة أفضل ممثل ثانوي [الإنجليزية]‏ (2007)

## وصلات خارجية
- فاليريو ماستندريا على موقع IMDb (الإنجليزية)
- فاليريو ماستندريا على موقع ميتاكريتيك (الإنجليزية)
- فاليريو ماستندريا على موقع روتن توميتوز (الإنجليزية)
- فاليريو ماستندريا على موقع قاعدة بيانات الأفلام العربية
- فاليريو ماستندريا على موقع ألو سيني (الفرنسية)
- فاليريو ماستندريا على موقع ميوزك برينز (الإنجليزية)
- فاليريو ماستندريا على موقع أول موفي (الإنجليزية)
- فاليريو ماستندريا على موقع قاعدة بيانات الأفلام السويدية (السويدية)
- فاليريو ماستندريا على موقع أول ميوزيك (الإنجليزية)
- فاليريو ماستندريا على موقع ديسكوغز (الإنجليزية)